# Kumo
Kumo (finska: Kokemäki) är en stad i landskapet Satakunta i Finland. Folkmängden i Kumo stad uppgår till cirka 6 951 invånare, och den totala arealen utgörs av 531,27 km². Folkmängden i Kumo centraltätort uppgick den 31 december 2012 till 4 619 invånare, landarealen utgjordes av 15,24  km² och folktätheten uppgick till 303,1 invånare/ km².
Kumo blev självständig kommun 1869, köping 1972 och omvandlades till stad 1977. Genom bygden flyter Kumo älv (finska: Kokemäenjoki). Kauvatsa kommun inkorporerades vid ingången av år 1969 med dåvarande Kumo kommun.
Kumo stad ingår i Björneborgs ekonomiska region.
Kumo stads språkliga status är enspråkig finsk.

## Historia
Kumotrakten har varit bebyggd sedan förhistorisk tid. I forngravar har påträffats vapen och redskap av järn och brons. I historiska handlingar omnämns Kumo första gången år 1324. Kumo var också en gång i tiden en av birkarlarnas handelsplatser, som framgår av ortnamnen Birkala, Birilä och Birknäs, som återfinns i denna trakt. Det rum, där den 
helige Henrik sägs ha predikat, och vars kvarlevor blivit bevarade, omgavs under 1850-talet med en stenbyggnad, vilken invigdes den 18 juni 1857. Detta så kallade Sankt Henriks bönehus är uppfört av tegel.

### Kumo gård
Bland större egendomar i Kumo kan nämnas Kumogård. Egendomen var en gång i tiden en kungsgård. Fogden över historiska landskapet Satakunda var bosatt där. Under nyare tider har betydande adelsmän varit bosatta där, bland vilka kan nämnas, Jöns Knutsson Kurck (1635–1650), Arvid Forbus (1650–1665) och Axel Julius De la Gardie (från 1665). Vid 1682 års reduktion hemföll Kumogård under kronan, men inköptes av den nämnde De la Gardie, och blev 1696 ett rusthållssäteri  (berustat säteri). Kumogård gick sedermera i arv inom släkten De la Gardie, tills egendomen 1755 såldes till majoren Frans Henrik von Knorring. År 1792 föddes där Frans Peter von Knorring, och hans yngre bror Eugen Theodor von Knorring föddes där 1812. Lite senare på 1800-talet, år 1863, ärvdes egendomen av Frans Egenolf Eugen von Knorring.

### Kumo församling

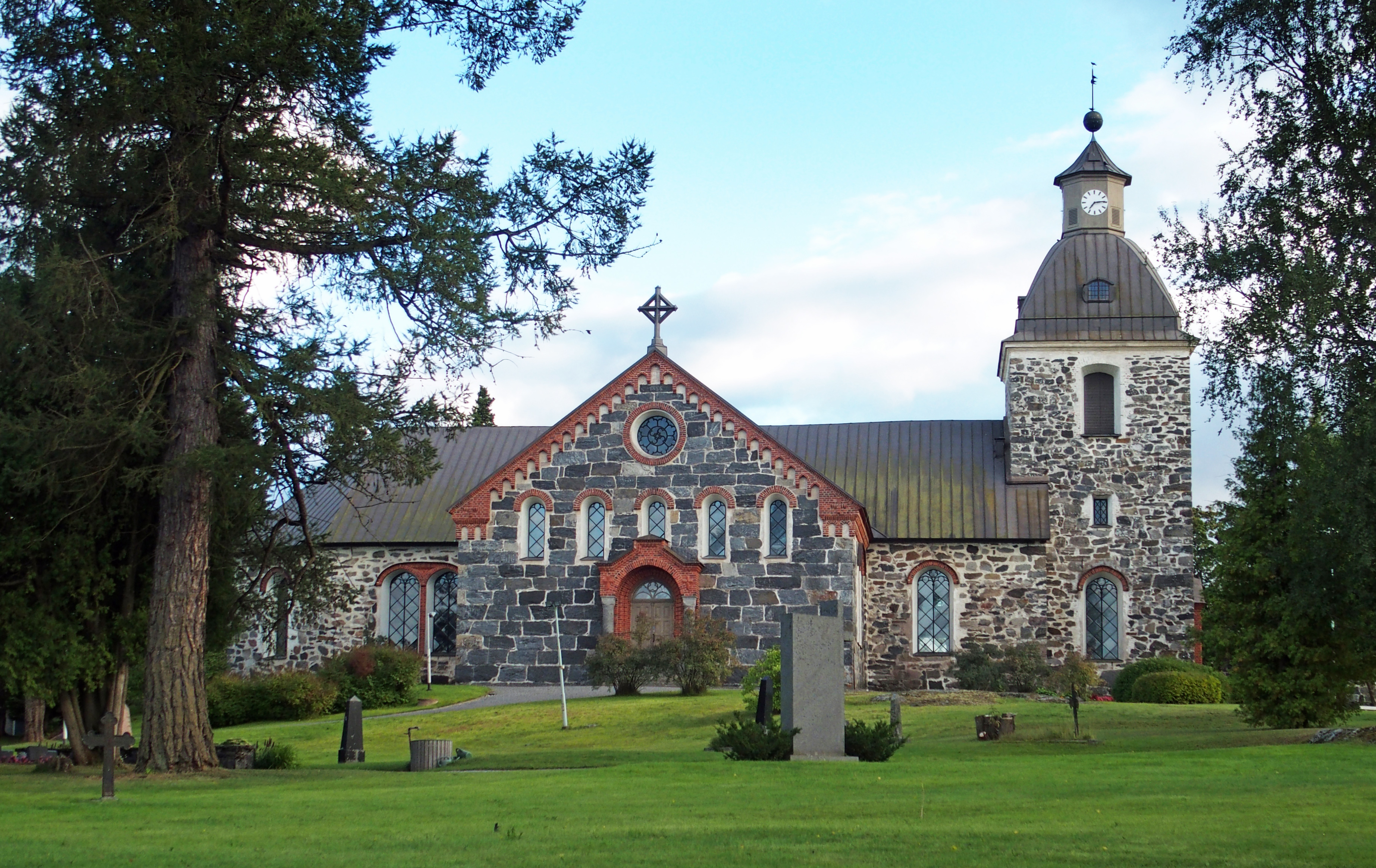
Kumo medeltida stenkyrka.

Kumo kyrksocken nämns redan i Henrikslegenden i slutet av 1200-talet. I dokument nämns Kumo första gången år 1324. Möjligen har Kumo varit stamsocken för hela Nedre Satakunta. Från Kumo kyrksocken avskildes senast på 1330-talet Ulvsby kyrksocken. Kumo församling (finska: Kokemäen seurakunta) har under tidernas lopp delats i flera självständiga församlingar. 
Byar som har tillhört Kumo församling i äldre tider: Aakula, Äimälä, Askola, Haistila, Hampula, Harola, Hassala, Herttola, Hintikkala, Huivoo, Hyrkölä, Järilä, Kaarenoja, Kakkulainen, Kankaantaka, Kareksela, Kaukaritsa, Kaurula, Keipilä, Ketola, Kiettare, Kiusala, Kumogård (fi: Kokemäen kartano), Köömilä, Forsby (fi: Koskenkylä), Krannila, Krootila, Kuittilo, Kukola, Kuoppala, Kuurola, Kyttälä, Laikko, Lempainen, Mattila, Meinikkala, Öykkäri, Paistila, Pälpälä, Pappila, Peipohja, Pelhola, Penttilä, Birknäs (fi: Pirkkinäinen), Pukkala, Pumpala, Purjala, Pyhänkorva, Ronkka, Rudanko, Ruikkala, Ryytsälä, Säpilä, Sonnila, Talonen, Teikari, Tulkkila, Vallila, Viikari, Villiö, Vitikkala, Vuolle (Vuoltee) och Ylistaro.. (Observera att de svenska ortnamnen Birknäs och Forsby är i dag enligt finländska språkinstitutet föråldrade)

### Administrativ historik
1 januari 2003 överfördes ett område med 4 invånare till Vittis stad.

## Kumo kyrka
Stenkyrkans äldre delar är uppförda på 1500-talet, men den utvidgades på 1830-talet, först med en korsarm och därefter till en fullständig korskyrka.

## Styre och politik

### Mandatfördelning i Kumo kommun, valen 1976–2021
| 8 | 9 |  | 11 | 6 |

| 8 | 8 |  | 10 |  | 7 |

| 8 | 8 | 2 | 10 |  | 6 |

| 7 | 9 |  | 11 | 7 |

| 8 | 9 | 10 |  | 7 |

| 5 | 7 | 5 | 12 | 6 |

| 5 | 8 | 4 | 12 |  | 5 |

| 6 | 8 | 2 | 12 | 2 | 5 |

| 24 | 11 |

| 5 | 9 | 13 |  | 7 |

| 27 | 8 |

| 4 | 7 | 3 | 9 | 4 |

| 24 |

| 5 | 7 | 3 | 8 | 4 |

| 19 | 8 |

| 4 | 6 | 5 | 8 |  | 3 |

| 17 | 10 |

### Vänorter
Kumo har fyra vänorter:
- Falköpings kommun, Sverige
- Liers kommun, Norge
- Mariagerfjords kommun, Danmark
- Põltsamaa, Estland

## Demografi

### Befolkningsutveckling
| Befolkningsutvecklingen i Kumo stad 1975–2020                                                                | Befolkningsutvecklingen i Kumo stad 1975–2020 | Befolkningsutvecklingen i Kumo stad 1975–2020 | Befolkningsutvecklingen i Kumo stad 1975–2020 | Befolkningsutvecklingen i Kumo stad 1975–2020 |
| --- | --------------------------------------------- | --------------------------------------------- | --------------------------------------------- | --------------------------------------------- |
| |                                               |                                               |                                               |                                               |
| År |                                               |                                               | Folkmängd                                     |                                               |
| 1975 | 1975                                          |                                               | 10 116                                        |                                               |
| 1980 | 1980                                          |                                               | 9 869                                         |                                               |
| 1985 | 1985                                          |                                               | 9 741                                         |                                               |
| 1990 | 1990                                          |                                               | 9 483                                         |                                               |
| 1995 | 1995                                          |                                               | 9 145                                         |                                               |
| 2000 | 2000                                          |                                               | 8 714                                         |                                               |
| 2005 | 2005                                          |                                               | 8 365                                         |                                               |
| 2010 | 2010                                          |                                               | 7 987                                         |                                               |
| 2015 | 2015                                          |                                               | 7 591                                         |                                               |
| 2020 | 2020                                          |                                               | 7 013                                         |                                               |
| Anm: Uppgifterna avser förhållandena den 31 december nämnda år enligt områdesindelningen den 1 januari 2022. |                                               |                                               |                                               |                                               |

### Språk
Befolkningen efter språk (modersmål) den 31 december 2022. Finska, svenska och samiska räknas som inhemska språk då de har officiell status i landet. Resten av språken räknas som främmande. För språk med färre än 10 talare är siffran dold av Statistikcentralen på grund av sekretesskäl.
| Språk                        | Talare 2022-12-31 | Talare 2022-12-31 |
| Språk                        | Antal             | Andel (%)         |
| ---------------------------- | ----------------- | ----------------- |
| Hela befolkningen            | 6 903             | 100,0             |
| Inhemska språk totalt        | 6 668             | 96,6              |
| Finska                       | 6 652             | 96,4              |
| Svenska                      | 16                | 0,2               |
| Främmande språk totalt       | 235               | 3,4               |
| Estniska                     | 68                | 1,0               |
| Ryska                        | 54                | 0,8               |
| Thailändska                  | 26                | 0,4               |
| Polska                       | 23                | 0,3               |
| Kurdiska                     | 12                | 0,2               |
| Språk med färre än 10 talare | 52                | 0,8               |

|  | Finska (96,4 %) |

|  | Svenska (0,2 %) |

|  | Främmande språk (3,4 %) |

|  | Finska (96,4 %) |

|  | Svenska (0,2 %) |

|  | Främmande språk (3,4 %) |

## Sevärdheter
- Sankt Henriks bönehus
- Gustav III:s kyrka
- Sääksjärvi. En meteorit har bildat sjön.
- Kokemäen maatalousmuseo, är ett lantbruksmuseum.
- Friluftsmuseum. Gamla byggnader.